# Attentat du 15 janvier 2024 à Ra'anana
L'attentat de Ra'anana survient le 15 janvier 2024, dans le cadre de la guerre à Gaza, lorsqu'une attaque terroriste a lieu dans la zone industrielle de Ra'anana, en Israël. Environ 18 personnes sont blessées et une femme est tuée. L'attentat se compose d'une attaque au couteau et à la voiture-bélier. Les deux assaillants, résidents palestiniens de Bani Na'im, dans la région d'Hébron, sont arrêtés. Le Hamas se félicite de l'attentat, qu'il revendique.

## Attentat
L'attaque a lieu vers 13 h 30 lorsque deux hommes palestiniens originaires de Bani Na'im entrent illégalement dans la rue Ahuza à Ra'anana. L'un d'eux entre par effraction dans le véhicule d'une automobiliste et la poignarde. Il parcourt ensuite la ville en voiture, changeant trois fois de voiture et renversant plusieurs civils. Ensuite, il prend le contrôle d'un autre véhicule, se dirige vers la rue Haroshet et attaque plusieurs civils. Il atteint ensuite la rue Weizmann, où il renverse plusieurs personnes et prend la fuite.
Immédiatement après avoir reçu des informations faisant état de l'attaque, les forces de sécurité prennent en chasse le terroriste. Une traque rapide menée la police et des unités spéciales supplémentaires conduit à sa capture, ainsi qu'à celle de quelqu'un l'ayant apparemment aidé dans l'attaque.
Très vite, un grand nombre de policiers arrivent sur les lieux, dont l'inspecteur général Kobi Shabtai et le commandant du district Avraham Biton. Les victimes sont directement évacuées vers l'hôpital en compagnie d'une femme d'une soixantaine d'années, dont le décès a été constaté après efforts de réanimation. En outre, trois personnes sont grièvement blessées, dont un garçon de 16 ans. Quinze personnes sont légèrement blessées, dont des enfants.

## Auteurs
Les deux hommes à l'origine de l'attaque sont Mahmoud Zidat, 44 ans, et Ahmad Zidat, 25 ans, deux frères originaires de Bani Na'im, dans la région d'Hébron, qui se trouvent alors illégalement en Israël. Les deux hommes ont déjà été arrêtés à plusieurs reprises pour séjour illégal en Israël. En mai 2023, précédant l'attaque, Mahmoud Zidat est arrêté pour séjour illégal et condamné à une peine de vingt jours d'emprisonnement effectif en plus d'une peine avec sursis, en partie en raison de sa situation personnelle et familiale, malgré six condamnations antérieures.

## Réactions

### Hamas
Le Hamas se félicite dans un communiqué de l'attaque, affirmant qu'elle a été commise par deux « héros palestiniens » en réponse « aux massacres de l'occupation nazie ». Le mouvement appelle à intensifier la lutte armée contre israël,.